# Kazachstan na Zimowych Igrzyskach Olimpijskich 2022
Kazachstan na Zimowych Igrzyskach Olimpijskich 2022 – występ kadry sportowców reprezentujących Kazachstan na igrzyskach olimpijskich, które odbyły się w Pekinie, w Chińskiej Republice Ludowej, w dniach 4-20 lutego 2022 roku.
Reprezentacja Kazachstanu liczyła trzydzieścioro czworo zawodników – siedemnaście kobiet i siedemnastu mężczyzn.
Był to ósmy start Kazachstanu na zimowych igrzyskach olimpijskich.

## Reprezentanci

### Biathlon
| Zawodnik           | Konkurencja                | Strzelanie  | Czas    | Strata  | Miejsce | Źródło |
| ------------------ | -------------------------- | ----------- | ------- | ------- | ------- | ------ |
| Władisław Kiriejew | bieg indywidualny mężczyzn | 0 (0+0+0+0) | 52:29,2 | +3:41,8 | 25.     | [ 1 ]  |
| Władisław Kiriejew | sprint mężczyzn            | 1 (1+0)     | 27:21,7 | +3:21,3 | 77.     | [ 1 ]  |
| Aleksandr Muchin   | bieg indywidualny mężczyzn | 4 (1+1+0+2) | 55:00,4 | +6:13,0 | 52.     | [ 2 ]  |
| Aleksandr Muchin   | bieg pościgowy mężczyzn    | 8 (3+1+2+2) | 47:45,0 | +8:37,5 | 57.     | [ 2 ]  |
| Aleksandr Muchin   | sprint mężczyzn            | 1 (1+0)     | 26:37,2 | +2:36,8 | 49.     | [ 2 ]  |
| Galina Wiszniewska | bieg indywidualny kobiet   | 1 (0+1+0+0) | 49:32,3 | +5:19,6 | 44.     | [ 3 ]  |
| Galina Wiszniewska | bieg pościgowy kobiet      | 4 (1+0+0+3) | 41:47,9 | +7:01,0 | 52.     | [ 3 ]  |
| Galina Wiszniewska | sprint kobiet              | 1 (1+0)     | 23:22,6 | +2:38,3 | 52.     | [ 3 ]  |

### Biegi narciarskie
| Zawodnik                                                                | Konkurencja                | Kwalifikacje | Kwalifikacje | Ćwierćfinały | Ćwierćfinały | Półfinały | Półfinały | Finał                                     | Finał    | Finał   | Źródło |
| Zawodnik                                                                | Konkurencja                | Czas         | Miejsce      | Czas         | Miejsce      | Czas      | Miejsce   | Czas                                      | Strata   | Miejsce | Źródło |
| ----------------------------------------------------------------------- | -------------------------- | ------------ | ------------ | ------------ | ------------ | --------- | --------- | ----------------------------------------- | -------- | ------- | ------ |
| Irina Bykowa                                                            | bieg masowy kobiet         | —            | —            | —            | —            | —         | —         | 1:42:42,0                                 | +17:48,0 | 54.     | [ 4 ]  |
| Irina Bykowa                                                            | sprint kobiet              | 3:42,70      | 68.          | NQ           | NQ           | NQ        | NQ        | NQ                                        | NQ       | 68.     | [ 4 ]  |
| Witalij Puchkało                                                        | bieg indywidualny mężczyzn | —            | —            | —            | —            | —         | —         | 40:39,6                                   | +2:44,8  | 25.     | [ 5 ]  |
| Witalij Puchkało                                                        | bieg łączony mężczyzn      | —            | —            | —            | —            | —         | —         | 1:23:45,1                                 | +7:35,3  | 32.     | [ 5 ]  |
| Witalij Puchkało                                                        | sprint mężczyzn            | 3:06,31      | 66.          | NQ           | NQ           | NQ        | NQ        | NQ                                        | NQ       | 66.     | [ 5 ]  |
| Ksienija Szałygina                                                      | bieg indywidualny kobiet   | —            | —            | —            | —            | —         | —         | 32:09,9                                   | +4:03,6  | 53.     | [ 6 ]  |
| Ksienija Szałygina                                                      | bieg łączony kobiet        | —            | —            | —            | —            | —         | —         | 50:37,7                                   | +6:24,0  | 48.     | [ 6 ]  |
| Ksienija Szałygina                                                      | sprint kobiet              | 3:41,55      | 67.          | NQ           | NQ           | NQ        | NQ        | NQ                                        | NQ       | 67.     | [ 6 ]  |
| Angielina Szuryga                                                       | bieg indywidualny kobiet   | —            | —            | —            | —            | —         | —         | 32:08,8                                   | +4:02,5  | 52.     | [ 7 ]  |
| Angielina Szuryga                                                       | bieg łączony kobiet        | —            | —            | —            | —            | —         | —         | 50:55,3                                   | +6:41,6  | 49.     | [ 7 ]  |
| Angielina Szuryga                                                       | bieg masowy kobiet         | —            | —            | —            | —            | —         | —         | 1:36:29,6                                 | +11:35,6 | 42.     | [ 7 ]  |
| Angielina Szuryga                                                       | sprint kobiet              | 3:35,93      | 60.          | NQ           | NQ           | NQ        | NQ        | NQ                                        | NQ       | 60.     | [ 7 ]  |
| Nadieżda Stiepaszkina                                                   | bieg indywidualny kobiet   | —            | —            | —            | —            | —         | —         | 32:27,2                                   | +4:20,9  | 57.     | [ 8 ]  |
| Nadieżda Stiepaszkina                                                   | bieg łączony kobiet        | —            | —            | —            | —            | —         | —         | 53:35,3                                   | +9:21,6  | 58.     | [ 8 ]  |
| Nadieżda Stiepaszkina                                                   | bieg masowy kobiet         | —            | —            | —            | —            | —         | —         | 1:39:38,8                                 | +14:44,8 | 49.     | [ 8 ]  |
| Nadieżda Stiepaszkina                                                   | sprint kobiet              | 3:32,56      | 51.          | NQ           | NQ           | NQ        | NQ        | NQ                                        | NQ       | 51.     | [ 8 ]  |
| Walerija Tiuleniewa                                                     | bieg indywidualny kobiet   | —            | —            | —            | —            | —         | —         | 32:52,1                                   | +4:45,8  | 59.     | [ 9 ]  |
| Walerija Tiuleniewa                                                     | bieg łączony kobiet        | —            | —            | —            | —            | —         | —         | 51:30.8                                   | +7:17,1  | 51.     | [ 9 ]  |
| Jewgienij Wieliczko                                                     | bieg indywidualny mężczyzn | —            | —            | —            | —            | —         | —         | 41:27,3                                   | +3:32,5  | 40.     | [ 10 ] |
| Jewgienij Wieliczko                                                     | bieg łączony mężczyzn      | —            | —            | —            | —            | —         | —         | LAP                                       | LAP      | 55.     | [ 10 ] |
| Jewgienij Wieliczko                                                     | bieg masowy mężczyzn       | —            | —            | —            | —            | —         | —         | 1:18:43,8                                 | +7:11,1  | 43.     | [ 10 ] |
| Jewgienij Wieliczko                                                     | sprint mężczyzn            | 3:04,52      | 62.          | NQ           | NQ           | NQ        | NQ        | NQ                                        | NQ       | 62.     | [ 10 ] |
| Nadieżda Stiepaszkina Ksienija Szałygina                                | sprint drużynowy kobiet    | —            | —            | —            | —            | 24:57,59  | 10.       | NQ                                        | NQ       | 19.     | [ 11 ] |
| Ksienija Szałygina Angielina Szuryga Nadieżda Stiepaszkina Irina Bykowa | sztafeta kobiet            | —            | —            | —            | —            | —         | —         | 15:51,3 16:00,4 14:12,0 15:11,7 1:01:15,4 | +7:34,4  | 15.     | [ 12 ] |

### Kombinacja norweska
| Zawodnik         | Konkurencja                     | Skok      | Skok   | Skok    | Bieg    | Bieg    | Bieg    | Miejsce | Źródło |
| Zawodnik         | Konkurencja                     | Odległość | Punkty | Miejsce | Czas    | Strata  | Miejsce | Miejsce | Źródło |
| ---------------- | ------------------------------- | --------- | ------ | ------- | ------- | ------- | ------- | ------- | ------ |
| Czingiz Rakparow | Skocznia normalna/bieg na 10 km | 79,5      | 69,9   | 38.     | 32:03,1 | +6:55,4 | 41.     | 44.     | [ 13 ] |
| Czingiz Rakparow | Skocznia duża/bieg na 10 km     | 111,5     | 69,6   | 38.     | 34:48,5 | +7:35,2 | 46.     | 43.     | [ 13 ] |

### Łyżwiarstwo szybkie
| Zawodnik           | Konkurencja     | Finał    | Finał  | Finał   | Źródło |
| Zawodnik           | Konkurencja     | Czas     | Strata | Miejsce | Źródło |
| ------------------ | --------------- | -------- | ------ | ------- | ------ |
| Jekatierina Ajdowa | 500 m kobiet    | 38,54    | +1,50  | 20.     | [ 14 ] |
| Jekatierina Ajdowa | 1000 m kobiet   | 1:16,70  | +3,51  | 19.     | [ 14 ] |
| Jekatierina Ajdowa | 1500 m kobiet   | 1:59,01  | +5,73  | 18.     | [ 14 ] |
| Iwan Arżanikow     | 500 m mężczyzn  | 35,82    | +1,50  | 28.     | [ 15 ] |
| Dienis Kuzin       | 1000 m mężczyzn | 1:10,077 | +2,15  | 23.     | [ 16 ] |
| Dmitrij Morozow    | 1000 m mężczyzn | 1:09,61  | +1,69  | 17.     | [ 17 ] |
| Dmitrij Morozow    | 1500 m mężczyzn | 1:47,01  | +3,80  | 18.     | [ 17 ] |
| Nadieżda Morozowa  | 1000 m kobiet   | 1:15,69  | +2,50  | 11.     | [ 18 ] |
| Nadieżda Morozowa  | 1500 m kobiet   | 1:56,85  | +3,57  | 14.     | [ 18 ] |
| Nadieżda Morozowa  | 3000 m kobiet   | 4:04,97  | +8,04  | 13.     | [ 18 ] |

| Zawodnik          | Konkurencja          | Półfinał | Półfinał | Półfinał | Finał   | Finał  | Finał   | Miejsce | Źródło |
| Zawodnik          | Konkurencja          | Czas     | Punkty   | Miejsce  | Czas    | Punkty | Miejsce | Miejsce | Źródło |
| ----------------- | -------------------- | -------- | -------- | -------- | ------- | ------ | ------- | ------- | ------ |
| Dmitrij Morozow   | bieg masowy mężczyzn | 8:08,73  | 2        | 10.      | NQ      | NQ     | NQ      | 19.     | [ 17 ] |
| Nadieżda Morozowa | bieg masowy kobiet   | 8:42,23  | 3        | 8. Q     | 8:21,05 | 0      | 14.     | 14.     | [ 18 ] |

### Narciarstwo alpejskie
| Zawodnik              | Konkurencja            | 1 przejazd | 1 przejazd | 2 przejazd | 2 przejazd | Łącznie | Łącznie | Źródło |
| Zawodnik              | Konkurencja            | Czas       | Pozycja    | Czas       | Pozycja    | Czas    | Pozycja | Źródło |
| --------------------- | ---------------------- | ---------- | ---------- | ---------- | ---------- | ------- | ------- | ------ |
| Zachar Kuchin         | slalom mężczyzn        | 1:03,68    | 43.        | 58,98      | 37.        | 2:02,66 | 36.     | [ 19 ] |
| Zachar Kuchin         | slalom gigant mężczyzn | DNF        | DNF        | NQ         | NQ         | DNF     | DNF     | [ 19 ] |
| Aleksandra Troitskaja | slalom kobiet          | DNF        | DNF        | NQ         | NQ         | DNF     | DNF     | [ 20 ] |

### Narciarstwo dowolne
jazda po muldach
| Zawodnicy          | Konkurencja               | Kwalifikacje | Kwalifikacje | Kwalifikacje | Kwalifikacje | Kwalifikacje | Kwalifikacje | Finał      | Finał      | Finał      | Finał      | Finał      | Finał      | Finał      | Finał      | Finał      | Miejsce | Źródło |
| Zawodnicy          | Konkurencja               | Przejazd 1   | Przejazd 1   | Przejazd 1   | Przejazd 2   | Przejazd 2   | Przejazd 2   | Przejazd 1 | Przejazd 1 | Przejazd 1 | Przejazd 2 | Przejazd 2 | Przejazd 2 | Przejazd 3 | Przejazd 3 | Przejazd 3 | Miejsce | Źródło |
| Zawodnicy          | Konkurencja               | Czas         | Punkty       | Miejsce      | Czas         | Punkty       | Miejsce      | Czas       | Punkty     | Miejsce    | Czas       | Punkty     | Miejsce    | Czas       | Punkty     | Miejsce    | Miejsce | Źródło |
| ------------------ | ------------------------- | ------------ | ------------ | ------------ | ------------ | ------------ | ------------ | ---------- | ---------- | ---------- | ---------- | ---------- | ---------- | ---------- | ---------- | ---------- | ------- | ------ |
| Ajaułym Amrienowa  | jazda po muldach kobiet   | 29,97        | 66,82        | 16.          | 30,45        | 65,78        | 12.          | NQ         | NQ         | NQ         | NQ         | NQ         | NQ         | NQ         | NQ         | NQ         | 22.     | [ 21 ] |
| Julija Gałyszewa   | jazda po muldach kobiet   | DNS          | DNS          | DNS          | 30,47        | 69,21        | 9. Q         | 29,61      | 74,97      | 7. Q       | 29,83      | 49,74      | 11.        | NQ         | NQ         | NQ         | 11.     | [ 22 ] |
| Anastasija Gorodko | jazda po muldach kobiet   | DNF          | DNF          | DNF          | 28,97        | 67,47        | 11.          | NQ         | NQ         | NQ         | NQ         | NQ         | NQ         | NQ         | NQ         | NQ         | 21.     | [ 23 ] |
| Olesia Graur       | jazda po muldach kobiet   | 33,29        | 57,18        | 23.          | 32,05        | 57,18        | 18.          | NQ         | NQ         | NQ         | NQ         | NQ         | NQ         | NQ         | NQ         | NQ         | 28.     | [ 24 ] |
| Pawieł Kołmakow    | jazda po muldach mężczyzn | 24,85        | 74,09        | 17.          | 25,18        | 69,54        | 11.          | NQ         | NQ         | NQ         | NQ         | NQ         | NQ         | NQ         | NQ         | NQ         | 21.     | [ 25 ] |
| Dmitrij Rejcherd   | jazda po muldach mężczyzn | 25,25        | 75,43        | 12.          | 25,24        | 74,90        | 7. Q         | 24,78      | 76,90      | 9. Q       | 25,32      | 76,77      | 8.         | NQ         | NQ         | NQ         | 8.      | [ 26 ] |

skoki akrobatyczne
| Zawodnik              | Konkurencja                 | Kwalifikacje | Kwalifikacje | Kwalifikacje | Kwalifikacje | Finał | Finał | Finał | Finał | Miejsce | Źródło |
| Zawodnik              | Konkurencja                 | R1           | M            | R2           | M            | Z1    | Z2    | M     | Z3    | Miejsce | Źródło |
| --------------------- | --------------------------- | ------------ | ------------ | ------------ | ------------ | ----- | ----- | ----- | ----- | ------- | ------ |
| Żanbota Ałdabergenowa | skoki akrobatyczne kobiet   | 80,56        | 12.          | 68,26        | 7.           | NQ    | NQ    | NQ    | NQ    | 13.     | [ 27 ] |
| Akmarżan Kałmurzajewa | skoki akrobatyczne kobiet   | 70,86        | 19.          | 98,68        | 1. Q         | 52,36 | 71,23 | 11.   | NQ    | 11.     | [ 28 ] |
| Szerzod Chaszyrbajew  | skoki akrobatyczne mężczyzn | 109,74       | 15.          | 69,23        | 13.          | NQ    | NQ    | NQ    | NQ    | 19.     | [ 29 ] |

### Short track
| Zawodnik                                                | Konkurencja       | Kwalifikacje | Kwalifikacje | Ćwierćfinał | Ćwierćfinał | Półfinał | Półfinał | Finał/Finał B | Finał/Finał B | Miejsce | Źródło        |
| Zawodnik                                                | Konkurencja       | Czas         | Pozycja      | Czas        | Pozycja     | Czas     | Pozycja  | Czas          | Pozycja       | Miejsce | Źródło        |
| ------------------------------------------------------- | ----------------- | ------------ | ------------ | ----------- | ----------- | -------- | -------- | ------------- | ------------- | ------- | ------------- |
| Abzał Ażgalijew                                         | 500 m mężczyzn    | 40,870       | 1. Q         | 40,643      | 3. q        | 40,462   | 2. Q     | 40,869        | 4.            | 4.      | [ 30 ]        |
| Adil Galiachmietow                                      | 500 m mężczyzn    | 40,722       | 2. Q         | 40,925      | 5.          | NQ       | NQ       | NQ            | NQ            | 19.     | [ 31 ]        |
| Adil Galiachmietow                                      | 1000 m mężczyzn   | 1:24,855     | 3.           | NQ          | NQ          | NQ       | NQ       | NQ            | NQ            | 22.     | [ 31 ]        |
| Adil Galiachmietow                                      | 1500 m mężczyzn   | —            | —            | 2:11,823    | 2. Q        | 2:18,291 | 4. ADV   | 2:11,584      | 8.            | 8.      | [ 31 ]        |
| Dienis Nikisza                                          | 500 m mężczyzn    | 40,482       | 1. Q         | 40,355      | 1. Q        | 41,005   | 4. QB    | 41,329        | 3. FB         | 8.      | [ 32 ]        |
| Dienis Nikisza                                          | 1500 m mężczyzn   | —            | —            | DSQ         | DSQ         | NQ       | NQ       | NQ            | NQ            | -       | [ 32 ]        |
| Olga Tichonowa                                          | 1000 m kobiet     | 1:56,438     | 3.           | NQ          | NQ          | NQ       | NQ       | NQ            | NQ            | 24.     | [ 33 ]        |
| Olga Tichonowa                                          | 1500 m kobiet     | —            | —            | DSQ         | DSQ         | NQ       | NQ       | NQ            | NQ            | -       | [ 33 ]        |
| Jana Chan Olga Tichonowa Dienis Nikisza Abzał Ażgalijew | sztafeta mieszana | —            | —            | 2:43,004    | 3. q        | 2:42,575 | 3. QB    | 2:44,148      | 2. FB         | 5.      | [ 34 ] [ 35 ] |

### Skoki narciarskie
| Zawodnik           | Konkurencja                | Kwalifikacje | Kwalifikacje | Kwalifikacje | Runda 1.  | Runda 1. | Runda 1. | Runda 2.  | Runda 2. | Runda 2. | Suma   | Suma    | Źrodło |
| Zawodnik           | Konkurencja                | Odległość    | Punkty       | Miejsce      | Odległość | Punkty   | Miejsce  | Odległość | Punkty   | Miejsce  | Punkty | Miejsce | Źrodło |
| ------------------ | -------------------------- | ------------ | ------------ | ------------ | --------- | -------- | -------- | --------- | -------- | -------- | ------ | ------- | ------ |
| Siergiej Tkaczenko | skocznia normalna mężczyzn | 68,0         | 43,1         | 50. Q        | 95,0      | 110,3    | 41.      | NQ        | NQ       | NQ       | 110,3  | 41.     | [ 36 ] |
| Siergiej Tkaczenko | skocznia duża mężczyzn     | 103,0        | 60,7         | 54.          | NQ        | NQ       | NQ       | NQ        | NQ       | NQ       | -      | 54.     | [ 36 ] |
| Danił Wasiljew     | skocznia normalna mężczyzn | 70,5         | 46,2         | 49. Q        | 92,0      | 101,0    | 46.      | NQ        | NQ       | NQ       | 101,0  | 46.     | [ 37 ] |
| Danił Wasiljew     | skocznia duża mężczyzn     | 98,5         | 69,4         | 51.          | NQ        | NQ       | NQ       | NQ        | NQ       | NQ       | -      | 51.     | [ 37 ] |